# Саачиланский сапотекский язык
Саачиланский сапотекский язык (San Raymundo Jalpan Zapotec, Zaachila Zapotec) — сапотекский язык, на котором говорят в городах Саачила, Сан-Бартоло-Койотепек, Сан-Пабло-Куато-Венадос, Сан-Раймундо-Хальпан, Санта-Мария-Койотепек, Хохо, на юге города Оахака-де-Хуарес штата Оахака в Мексике.